# Karl Schäfer
Karl Schäfer   (Viena, 17 de maig de 1909 - Viena, 23 d'abril de 1976) fou un nedador i patinador sobre gel austríac, un dels més importants de la dècada del 1930.

## Biografia
Va néixer el 17 de maig de 1909 a la ciutat de Viena, que en aquells moments era la capital de l'Imperi Austrohongarès. Va morir el 23 d'abril de 1976 a la seva residència de Viena.

## Carrera esportiva

### Patinador artístic
S'inicià en aquest esport de ben petit, participant en diversos espectacles sobre gel al llarg de la dècada del 1920. L'any 1934 debutà en el Campionat d'Europa de patinatge artístic, on es feu amb el tercer lloc, i on posteriorment aconseguiria la victòria entre els anys 1929 i 1936. En el Camiponat del Món de patinatge artístic també debutà el 1934, aconseguint també el tercer lloc, i després de d'esdevenir subcampió del món els anys 1928 i 1929, aconseguí la victòria consecutiva entre els anys 1930 i 1936.
Participà en els Jocs Olímpics d'Hivern de 1928 celebrats a Sankt Moritz (Suïssa), on finalitzà en quarta posició en la categoria individual. Posteriorment participà en els Jocs Olímpics d'Hivern de 1932 celebrats a Lake Placid (Estats Units d'Amèrica), on aconseguí la medalla d'or en la prova individual derrotant el suec Gillis Grafström i es convertí en el primer austríac que aconseguia aquesta fita. En els Jocs Olímpics d'Hivern de 1936 celebrats a Garmisch-Partenkirchen (Alemanya) aconseguí retenir el títol.

### Natació
Schäfer fou un esportista multidisciplinari, aconseguint alternar el seu treball en el patinatge artístic sobre gel amb la natació. Campió del seu país diverses vegades en estil braça, en els Jocs Olímpics d'Estiu de 1928 celebrats a Amsterdam participà en la prova de 200 metres braça, quedant eliminat en la semifinal.

### Final de la carrera esportiva
L'any 1936 es retirà de l'esport i s'instal·là als Estats Units d'Amèrica, on treballà d'entrenador, i el 1938 retornà al seu país per obrir una botiga d'esports. Entre 1956 i 1962 novament s'instal·là als Estats Units per treballar d'entrenador.